# かほく市
かほく市（かほくし）は、石川県中部にある市。

## 地理
- 山: 宝達山、菩提寺峯
- 河川: 宇ノ気川、大海川

### 気候
| かほく（1991年 - 2020年）の気候    | かほく（1991年 - 2020年）の気候 | かほく（1991年 - 2020年）の気候 | かほく（1991年 - 2020年）の気候 | かほく（1991年 - 2020年）の気候 | かほく（1991年 - 2020年）の気候 | かほく（1991年 - 2020年）の気候 | かほく（1991年 - 2020年）の気候 | かほく（1991年 - 2020年）の気候 | かほく（1991年 - 2020年）の気候 | かほく（1991年 - 2020年）の気候 | かほく（1991年 - 2020年）の気候 | かほく（1991年 - 2020年）の気候 | かほく（1991年 - 2020年）の気候 |
| 月                                 | 1月                             | 2月                             | 3月                             | 4月                             | 5月                             | 6月                             | 7月                             | 8月                             | 9月                             | 10月                            | 11月                            | 12月                            | 年                              |
| ---------------------------------- | ------------------------------- | ------------------------------- | ------------------------------- | ------------------------------- | ------------------------------- | ------------------------------- | ------------------------------- | ------------------------------- | ------------------------------- | ------------------------------- | ------------------------------- | ------------------------------- | ------------------------------- |
| 最高気温記録 °C （°F）             | 19.3 (66.7)                     | 23.2 (73.8)                     | 25.0 (77)                       | 30.0 (86)                       | 31.4 (88.5)                     | 34.6 (94.3)                     | 37.7 (99.9)                     | 39.2 (102.6)                    | 36.9 (98.4)                     | 33.8 (92.8)                     | 26.3 (79.3)                     | 23.5 (74.3)                     | 39.2 (102.6)                    |
| 平均最高気温 °C （°F）             | 6.7 (44.1)                      | 7.2 (45)                        | 10.8 (51.4)                     | 16.2 (61.2)                     | 21.1 (70)                       | 24.4 (75.9)                     | 28.3 (82.9)                     | 30.3 (86.5)                     | 26.5 (79.7)                     | 21.3 (70.3)                     | 15.5 (59.9)                     | 9.9 (49.8)                      | 18.2 (64.8)                     |
| 日平均気温 °C （°F）               | 3.3 (37.9)                      | 3.5 (38.3)                      | 6.4 (43.5)                      | 11.5 (52.7)                     | 16.5 (61.7)                     | 20.5 (68.9)                     | 24.7 (76.5)                     | 26.2 (79.2)                     | 22.3 (72.1)                     | 16.7 (62.1)                     | 11.0 (51.8)                     | 6.0 (42.8)                      | 14.1 (57.4)                     |
| 平均最低気温 °C （°F）             | 0.2 (32.4)                      | −0.1 (31.8)                     | 2.0 (35.6)                      | 6.7 (44.1)                      | 12.0 (53.6)                     | 17.0 (62.6)                     | 21.6 (70.9)                     | 22.7 (72.9)                     | 18.6 (65.5)                     | 12.6 (54.7)                     | 6.9 (44.4)                      | 2.4 (36.3)                      | 10.2 (50.4)                     |
| 最低気温記録 °C （°F）             | −6.4 (20.5)                     | −5.5 (22.1)                     | −4.2 (24.4)                     | −1.8 (28.8)                     | 3.3 (37.9)                      | 8.7 (47.7)                      | 13.7 (56.7)                     | 14.5 (58.1)                     | 8.6 (47.5)                      | 2.1 (35.8)                      | −1.0 (30.2)                     | −4.8 (23.4)                     | −6.4 (20.5)                     |
| 降水量 mm （inch）                 | 210.9 (8.303)                   | 125.8 (4.953)                   | 129.4 (5.094)                   | 121.5 (4.783)                   | 123.5 (4.862)                   | 167.5 (6.594)                   | 221.9 (8.736)                   | 186.2 (7.331)                   | 213.7 (8.413)                   | 154.9 (6.098)                   | 209.5 (8.248)                   | 252.7 (9.949)                   | 2,117.4 (83.362)                |
| 平均降水日数 （≥1.0 mm）           | 23.9                            | 18.5                            | 15.9                            | 12.1                            | 10.5                            | 10.9                            | 12.9                            | 9.2                             | 12.5                            | 13.1                            | 17.2                            | 23.1                            | 179.8                           |
| 平均月間日照時間                   | 59.4                            | 87.6                            | 154.7                           | 193.3                           | 211.7                           | 167.5                           | 174.3                           | 225.2                           | 159.8                           | 150.2                           | 107.9                           | 66.3                            | 1,757.9                         |
| 出典1：Japan Meteorological Agency |                                 |                                 |                                 |                                 |                                 |                                 |                                 |                                 |                                 |                                 |                                 |                                 |                                 |
| 出典2：気象庁                      |                                 |                                 |                                 |                                 |                                 |                                 |                                 |                                 |                                 |                                 |                                 |                                 |                                 |

### 隣接する自治体
- 河北郡：津幡町、内灘町
- 羽咋郡：宝達志水町

## 歴史
- 能登地方と加賀地方をつなぐ街道に位置し、江戸時代には宿場町として栄えた。
- 市域は加賀国と能登国に跨っており、箕打、元女、黒川、瀬戸町、八野、野寺、夏栗、二ツ屋、中沼及び学園台の一部の区域は能登国の区域であった。

### 沿革
- 1889年（明治22年）4月1日 - 町村制の施行により、河北郡高松村、金津谷村、西英村、金津村、七塚村及び羽咋郡南大海村を設置する。
- 1907年（明治40年）8月10日 - 
  - 河北郡高松村及び金津谷村を廃し、その区域をもって河北郡高松村を設置する。
  - 河北郡西英村及び金津村を廃し、その区域をもって河北郡宇ノ気村を設置する。
- 1922年（大正11年）8月1日 - 河北郡高松村を廃し、その区域をもって河北郡高松町を設置する。
- 1940年（昭和15年）2月11日 - 河北郡七塚村を廃し、その区域をもって河北郡七塚町を設置する。
- 1948年（昭和23年）2月11日 - 河北郡宇ノ気村を河北郡宇ノ気町とする。
- 1950年（昭和25年）4月1日 - 河北郡高松町のうち字横山、字谷、字笠島、字上田名及び字余地を分け、その区域をもって河北郡金津村を設置する。
- 1954年（昭和29年）7月15日 - 河北郡高松町及び羽咋郡南大海村を廃し、その区域をもって高松町を設置する。高松町が属すべき郡の区域を河北郡とする。
- 1960年（昭和35年）4月1日 - 河北郡金津村を廃し、その区域を河北郡宇ノ気町に編入する。
- 2004年（平成16年）3月1日 - 河北郡高松町、七塚町及び宇ノ気町を廃し、その区域をもってかほく市を設置する。設置時の人口は約3万5000人。石川県では、松任市（現白山市）以来の9番目の市となった。

## 人口
| |                                          |  |
| かほく市と全国の年齢別人口分布（2005年） | かほく市の年齢・男女別人口分布（2005年） |  |
| ■紫色 ― かほく市 ■緑色 ― 日本全国 | ■青色 ― 男性 ■赤色 ― 女性                |  |
| かほく市（に相当する地域）の人口の推移 \| 1970年（昭和45年） \| 32,225人 \| \| \| 1975年（昭和50年） \| 33,139人 \| \| \| 1980年（昭和55年） \| 34,106人 \| \| \| 1985年（昭和60年） \| 34,628人 \| \| \| 1990年（平成2年） \| 34,207人 \| \| \| 1995年（平成7年） \| 34,722人 \| \| \| 2000年（平成12年） \| 34,670人 \| \| \| 2005年（平成17年） \| 34,847人 \| \| \| 2010年（平成22年） \| 34,651人 \| \| \| 2015年（平成27年） \| 34,219人 \| \| \| 2020年（令和2年） \| 34,889人 \| \| |                                          |  |
| 総務省統計局 国勢調査より |                                          |  |
| 1970年（昭和45年） | 32,225人                                 |  |
| 1975年（昭和50年） | 33,139人                                 |  |
| 1980年（昭和55年） | 34,106人                                 |  |
| 1985年（昭和60年） | 34,628人                                 |  |
| 1990年（平成2年） | 34,207人                                 |  |
| 1995年（平成7年） | 34,722人                                 |  |
| 2000年（平成12年） | 34,670人                                 |  |
| 2005年（平成17年） | 34,847人                                 |  |
| 2010年（平成22年） | 34,651人                                 |  |
| 2015年（平成27年） | 34,219人                                 |  |
| 2020年（令和2年） | 34,889人                                 |  |

## 行政

### 市長
| 代 | 人 | 氏名       | 就任                      | 退任                      | 備考                         |
| -- | -- | ---------- | ------------------------- | ------------------------- | ---------------------------- |
|    |    | 宮本一雄   | 2004年（平成16年）3月1日  | 2004年（平成16年）4月10日 | 市長職務執行者、旧宇ノ気町長 |
| 1  | 1  | 油野和一郎 | 2004年（平成16年）4月11日 | 2008年（平成20年）4月10日 | 旧七塚町長                   |
| 2  | 1  | 油野和一郎 | 2008年（平成20年）4月11日 | 2012年（平成24年）4月10日 |                              |
| 3  | 1  | 油野和一郎 | 2012年（平成24年）4月11日 | 2016年（平成28年）4月10日 |                              |
| 4  | 1  | 油野和一郎 | 2016年（平成28年）4月11日 | 2020年（令和2年） 4月10日 |                              |
| 5  | 1  | 油野和一郎 | 2020年（令和2年） 4月11日 | 2024年（令和6年） 4月10日 |                              |
| 6  | 1  | 油野和一郎 | 2024年（令和6年） 4月11日 |                           |                              |

- 市長 - 油野 和一郎（あぶらの・わいちろう）

### 市役所
- かほく市では、旧宇ノ気町役場がかほく市役所となっている。

かほく市役所
- かほく市宇野気ニ81番地

高松産業文化センター・高松サービスセンター
- かほく市高松ク42番地1

七塚健康福祉センター・七塚サービスセンター
- かほく市遠塚ロ52番地10

## 議会

### かほく市議会
- 定数：15人
- 任期：2021年5月1日 - 2025年4月30日[2]
- 議長：杉本成一
- 副議長：丸井一範

### 石川県議会
- 選挙区：かほく市選挙区
- 定数：1人
- 任期：2019年4月30日 - 2023年4月29日
- 投票日：2019年4月7日

| 候補者名   | 当落 | 年齢 | 党派名     | 新旧別 | 得票数 |
| ---------- | ---- | ---- | ---------- | ------ | ------ |
| 沖津千万人 | 当   | 58   | 自由民主党 | 現     | 無投票 |

### 衆議院
- 選挙区：石川3区（七尾市、輪島市、珠洲市、羽咋市、かほく市、津幡町、内灘町、志賀町、宝達志水町、中能登町、穴水町、能登町）
- 任期：2024年10月27日 - 2028年10月26日
- 投票日：2024年10月27日
- 当日有権者数：230,800人
- 投票率：62.50％

| 当落 | 候補者名 | 年齢 | 所属党派   | 新旧別 | 得票数   | 重複 |
| ---- | -------- | ---- | ---------- | ------ | -------- | ---- |
| 当   | 近藤和也 | 50   | 立憲民主党 | 前     | 77,247票 | ○    |
| 比当 | 西田昭二 | 55   | 自由民主党 | 前     | 61,308票 | ○    |
|      | 南章治   | 69   | 日本共産党 | 新     | 3,438票  |      |

## 経済

### 産業
ゴム紐等の繊維関連の製造が地場産業として盛んだが近年は仕事量が減り、規模の縮小や工場をたたむ所も少なくない。
他に砂丘を利用したぶどう、すいか、長いも等の果樹栽培も行っている。
なお、同市にはリコーグループのPFU本社がある。市内で創業したウノケ電子工業を前身とするコンピュータ関連メーカーであり、イメージスキャナの生産では世界トップシェアを占める。
主な事業所
- PFU　（リコー子会社および富士通持分法適用会社、システムインテグレーター）
- 富士通ITプロダクツ　（富士通子会社、コンピュータシステムの生産）
- まつや （とり野菜みその製造）
- 石川可鍛製鉄

#### 名産品
- 長イモ
- ブドウ（中でもルビーロマンは名高い）
- スイカ
- さつまいも
- 蛤煎餅
- とり野菜みそ（販売するまつやの本社が、かほく市にある）

### 商業

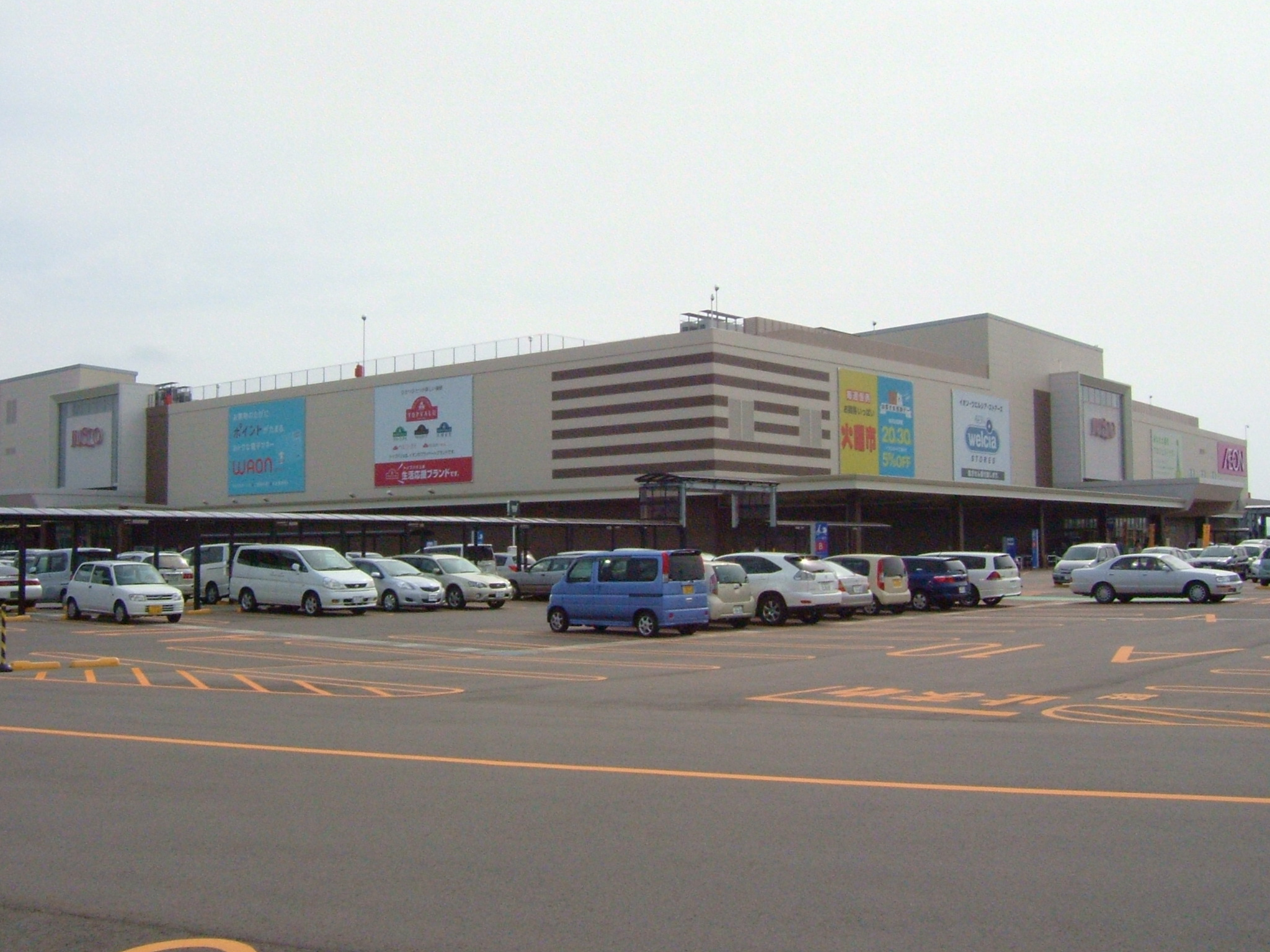
イオンモールかほく

商業施設
- イオンモールかほく

2008年（平成20年）10月31日に開業。店舗面積は67,000m²であり、北陸3県において最大規模の商業施設である。イオンスタイルかほく店と130の専門店、複合映画館（シネマサンシャインかほく）からなる。

## 姉妹都市・提携都市
- 高松市（香川県）
- 駒ヶ根市（長野県）
- メスキルヒ市（ドイツ・バーデン＝ヴュルテンベルク州）

## 公共機関

### 警察
- 石川県警察津幡警察署（河北郡津幡町）が管轄する。　
  - 高松交番
  - 宇野気交番
  - 横山駐在所
  - 外日角駐在所
  - 木津駐在所

### 消防
- かほく市消防本部が管轄する。
  - かほく市消防署
  - 高松分署
  - かほく市消防団
    - 団本部
    - 高松第一分団
    - 高松第二分団
    - 高松第三分団
    - 七塚第一分団
    - 七塚第二分団
    - 七塚第三分団
    - 宇ノ気第一分団
    - 宇ノ気第二分団
    - 宇ノ気第三分団

### 図書館
- かほく市立中央図書館（七塚）

## 教育

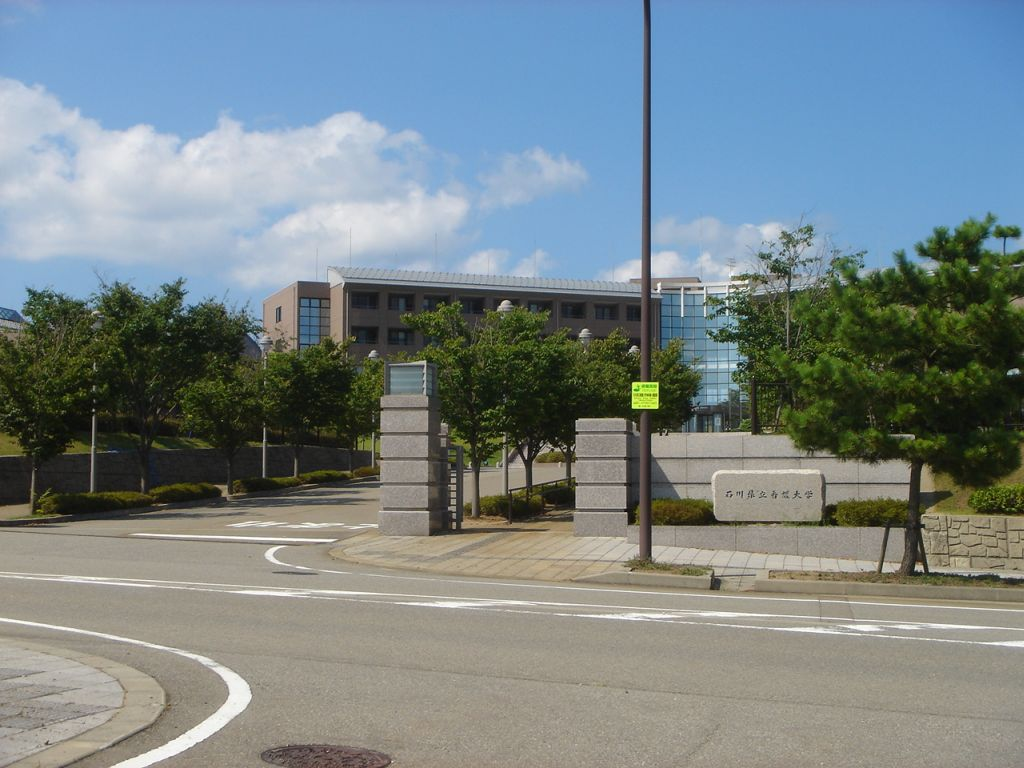
石川県立看護大学

### 小学校
- 宇ノ気小学校
- 金津小学校
- 高松小学校
- 大海小学校
- 七塚小学校
- 外日角小学校

### 中学校
- 宇ノ気中学校
- 高松中学校
- 河北台中学校
  - 2006年にかほく市立宇ノ気中学校と河北台中学校の新校舎が完成。

### 高等学校
なし
- かつて旧宇ノ気町大崎地区に石川県立河北台商業高等学校が存在したが、2003年3月末（平成15年）に閉校している。

### 大学
- 石川県立看護大学

## 交通

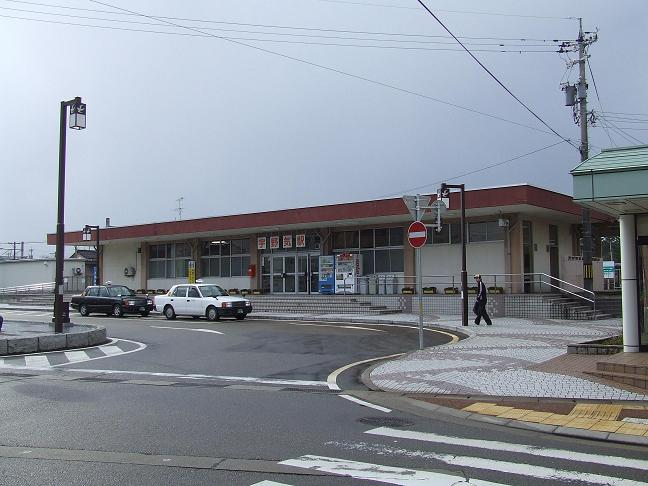
宇野気駅

### 鉄道
- 西日本旅客鉄道
  - 七尾線 : 宇野気駅 - 横山駅 - 高松駅
- 中心となる駅：宇野気駅

宇野気駅は、すべての普通列車と一部の特急列車が停車する有人駅。
横山駅は、すべての普通列車が停車する無人駅。
高松駅は、すべての普通列車と一部の特急列車が停車する無人駅。

### バス
- 北鉄奥能登バス（北陸鉄道グループ）

のと里山海道に金沢と能登地方を結ぶ特急バスが運行されており、高松サービスエリアに輪島特急線の停留所が設置されている。北陸鉄道グループではこのほか、主に国道159号を経由して市内を縦断する路線（羽咋線・高松線など）があったが2009年（平成21年）に廃止され、石川県道8号松任宇ノ気線を経由する北鉄金沢バス内灘線も市内の区間は2023年（令和5年）に廃止された。
- かほく市営バス

旧高松町営バス。旧高松町の高松駅を中心に、旧高松町域全般および津幡町河合谷地区にも路線網を展開している。
- 福祉巡回バス

2009年（平成21年）10月13日から本格運行した無料のバス。上記の鉄道駅や福祉施設などを経由し、かつて北陸鉄道が運行していた路線にも展開している。4ルートが設定されているものの、運行は平日の各ルート指定曜日のみ運行となっている。

### 道路
- 自動車専用道路
  - のと里山海道：白尾IC - 高松IC- 県立看護大IC

白尾IC は地域高規格道路月浦白尾インターチェンジ連絡道路に接続している。
- 一般国道
  - 国道159号（町内では全区間、国道249号と重複）
    - 津幡バイパス（月浦白尾インターチェンジ連絡道路）

  - 国道471号
- 県道
  - 主要地方道
    - 石川県道8号松任宇ノ気線
    - 石川県道56号七塚宇ノ気線（本線部は月浦白尾インターチェンジ連絡道路）
    - 石川県道59号高松津幡線（河北縦断道路）
    - 石川県道60号金沢田鶴浜線（能登有料道路）

  - 一般県道
    - 石川県道126号宇野気停車場線
    - 石川県道127号高松停車場線
    - 石川県道162号高松内灘線
    - 石川県道223号種七窪線
    - 石川県道225号木津横山停車場線
    - 石川県道226号黒川横山線
    - 石川県道227号八野高松線

  - 独立専用自歩道
    - 石川県道60号金沢田鶴浜線・能登海浜自転車道

## 観光

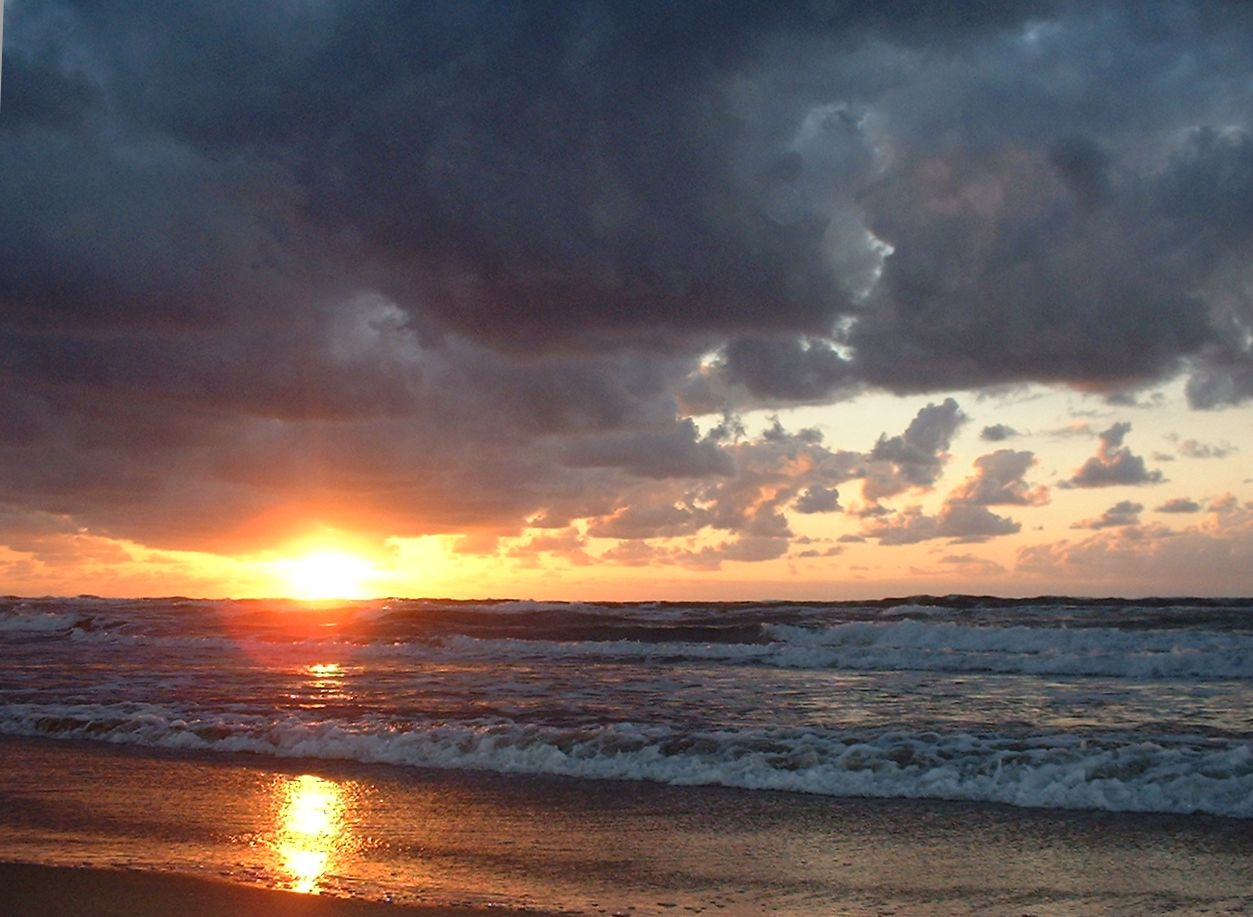
外日角海岸の夕陽

### 史跡・旧跡
- 気屋遺跡
- 上山田貝塚

### 寺社
- 八幡神社
- 賀茂神社

### 施設
- 石川県西田幾多郎記念哲学館（建築家安藤忠雄が設計を手掛けている）
- うみっこらんど七塚

## マスメディア
- FMかほく（コミュニティ放送局）
- かほく市ケーブルテレビネットワーク
  - 金沢ケーブルテレビネットに業務を委託している。
- 北國新聞かほく支局

## 出身有名人
- あおいみつ（漫画家）
- 佐竹玲奈（トランポリン選手）
- 多々見良三（政治家、前京都府舞鶴市長）
- 谷口貴都（法学者）
- 東善作（飛行家、日本人初の三大陸横断飛行に成功）
- 西田幾多郎（哲学者）
- 竹内外史（数学者、論理学者、イリノイ大学名誉教授)
- 鶴彬（戦前の反戦川柳作家）
- 横田幸子（フリーアナウンサー）
- 宮崎由加（Juice=Juice）
- 奥川恭伸[5]（プロ野球選手）
- 山瀬慎之助（プロ野球選手）
- おもて（お笑いコンビ・あおいちゃん）